# 위키드 픽처스

위키드 픽처스(Wicked Pictures)는 미국의 포르노 영화 기업이다.